# Lhoumois
Lhoumois é uma comuna francesa na região administrativa da Nova Aquitânia, no departamento de Deux-Sèvres. Estende-se por uma área de 9,67 km². Em 2010 a comuna tinha 143 habitantes (densidade: 14,8 hab./km²).